# Pro Moldova
Pro Moldova, est un parti politique libéral de Moldavie. Il est fondé en 2020 et est actuellement dirigé par l'homme d'affaires Andrian Candu.

## Histoire
Pro Moldova est apparu sur la scène politique de la République de Moldavie le 20 février 2020, sous la forme d'un groupe parlementaire. 6 députés quittent le parti démocrate, en raison de dissensions internes. Ils seront suivis, par la suite, de plusieurs députes du parti démocrate et du parti socialiste,,.
Le 22 juin 2020 le parti politique "Pro Moldova" est créé.

## Idéologie
Selon ces statuts, Pro Moldova se considère comme un parti libéral de centre droit. Le parti dit soutenir la démocratie participative et la méritocratie. De plus, le parti soutient une coopération avec la Russie mais aussi avec la Roumanie, les États-Unis et l'Union Européenne.